# Vélar
Erysimum
Genre
Classification phylogénétique
Erysimum (les vélars) est un genre de plantes dicotylédones de la famille des Brassicacées. Ce genre inclut certaines espèces aussi appelées giroflées, qui comprennent tant des espèces ornementales cultivées que diverses formes sauvages. Erysimum a été attribué à une tribu crucifère monogénique, Erysimeae, caractérisée par des trichomes sessiles, en forme d'étoile et/ou malpighiaces (à deux côtés), des fleurs jaunes à orange et des siliques à graines multiples.

## Phytonymie
Erysimum provient du grec eryô, « sauver », et oïmê, « récit, poème », étymologie en référence à l'ancien nom du Sisymbre officinal ou Herbe aux chantres, plante réputée guérir les enrouements au cours des laryngites et pharyngites

## Description
Ce sont de petites plantes herbacées ou des sous-arbrisseaux vivaces éphémères atteignant 10 à 130 cm de haut, avec des fleurs jaune vif à rouges ou roses produites tout au long du printemps et de l'été.
La plupart des espèces ont des tiges érigées, quelque peu ailées, canescentes avec un indumentum de poils bifides, généralement de 25 ± 53 cm × 2-3 mm, et des trichomes en forme de t. Les feuilles sont étroites et sessiles. Les feuilles inférieures sont linéaires à oblancéolées pinnatifides avec des lobes dirigés vers l'arrière, aiguës, 50-80 mm × 0,5-3 mm. Les feuilles de la tige sont linéaires, entières, toutes canescentes avec des poils 2-fid, 21-43 mm × 1,5-2 mm. Les inflorescences sont produites en racèmes, avec des fleurs bilatérales jaune vif à rouge ou rose et hermaphrodites, hypogynes et ébractées. La floraison a lieu au printemps et en été. Une espèce, Erysimum semperflorens, originaire du Maroc et de l'Algérie, a des fleurs blanches. Le pédicelle floral mesure de 4 à 7 mm. Quatre sépales libres quelque peu saccadés, vert clair, 5-7 mm × 1,5-2 mm.

## Distribution
Ces plantes sont originaires du sud-ouest de l'Asie, de la région méditerranéenne, d'Afrique (îles de Cabo Verde), de Micronésie (région), et d'Amérique du Nord.
Plusieurs sont endémiques de contrées réduites,comme le vélar en balais (E. scoparium), endémique de la Caldeira du Teide à Tenerife, la giroflée franciscaine (E. franciscanum), endémique de la côte nord de la Californie, et la giroflée de Santa Cruz (E. teretifolium), en voie de disparition, endémique des collines de sable intérieures de Santa Cruz (Californie).

## Culture

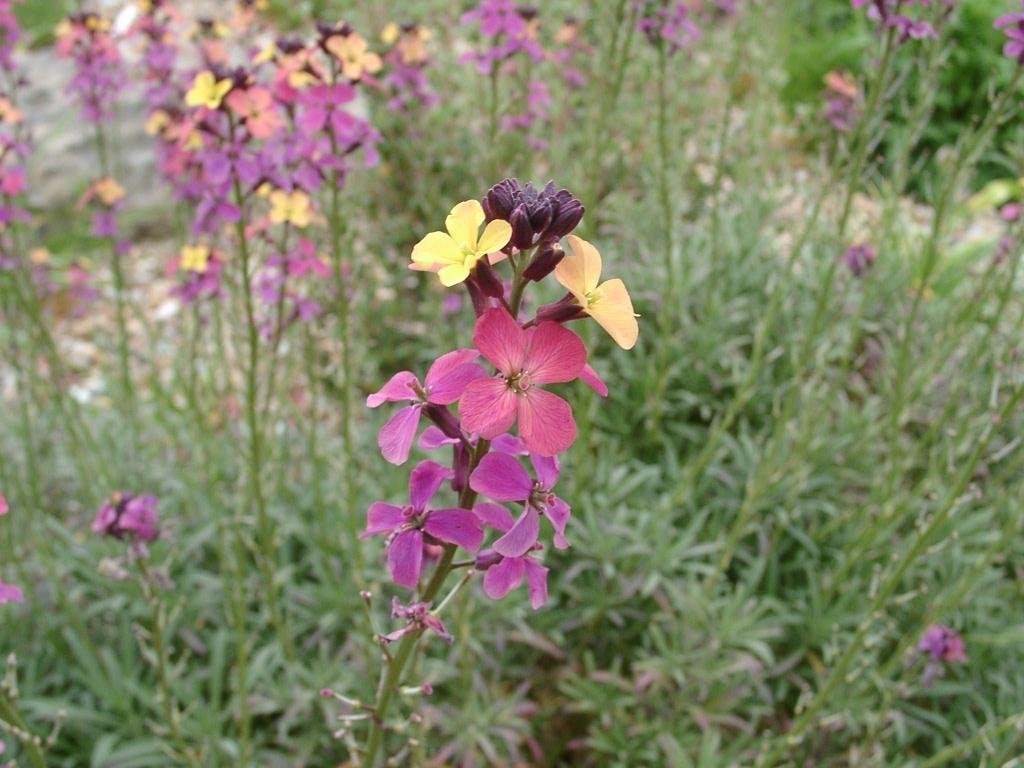
Erysimum 'Chelsea Jacket'.

La plupart des cultivars (y compris par exemple Erysimum 'Chelsea Jacket', à droit) sont dérivées de E. cheiri, du sud de l'Europe. Elles sont souvent attaquées par des maladies fongiques et bactériennes, il est donc préférable de les cultiver en bisannuelles et de les jeter après la floraison. Elles sont également sensibles à la hernie des crucifères, une maladie des Brassicaceae. Leur croissance est optimale dans les sols secs et très bien drainés. Il existe une large gamme de couleurs de fleurs dans le spectre chaud, notamment le blanc, le jaune, l'orange, le rouge, le rose, le marron, le violet et le brun. Les fleurs, qui apparaissent au printemps, ont généralement un fort parfum. Les giroflées sont souvent associées aux tulipes et aux myosotis dans les parterres de printemps.
Le cultivar 'Bowles's Mauve' a reçu le Award of Garden Merit de la Royal Horticultural Society. Il est fortement parfumé et attire les abeilles.

## Liste d'espèces

### Principales espèces en France
- Erysimum burnatii G.Vidal - Vélar de Burnat
- Erysimum cheiranthoides L. - Vélar fausse Giroflée
- Erysimum cheiri (L.) Crantz - Giroflée des murailles,
- Erysimum duriaei Boiss.
- Erysimum grandiflorum Desf.
- Erysimum incanum Kunze
- Erysimum jugicola Jord. - Vélar des sources, Vélar nain
- Erysimum montosicola Jord. - Vélar du mont Saint-Nicolas
- Erysimum nevadense (en) Reut. - Vélar du Nevada, espèce endémique de la Sierra Nevada en Espagne mais introduite aussi dans les Pyrénées-Orientales, l'Aude et les Alpes-Maritimes[5].
- Erysimum ochroleucum (Schleich.) DC. - Vélar jaunâtre
- Erysimum odoratum Ehrh. - Vélar odorant
- Erysimum repandum L. - Vélar étalé
- Erysimum rhaeticum (Schleich. ex Hornem.) DC. - Vélar de Suisse, Vélar des Alpes Rhétiques
- Erysimum ruscinonense Jord. - Vélar de Provence, Vélar du Roussillon
- Erysimum seipkae Polatschek - Vélar des Pyrénées
- Erysimum strictum P.Gaertn., B.Mey. & Scherb. - Vélar droit
- Erysimum virgatum Roth - Vélar à feuilles d'Épervière, Vélar en baguette

### Principales espèces hors de France
- Erysimum ammophilum
- Erysimum allionii (giroflée de Sibérie)
- Erysimum amoenum
- Erysimum angustatum
- Erysimum arenicola
- Erysimum capitatum
- Erysimum cheiranthoides
- Erysimum cheiri
- Erysimum durum
- Erysimum franciscanum
- Erysimum hieracilifolium
- Erysimum inconspicuum
- Erysimum insulare
- Erysimum menziesii
- Erysimum occidentale
- Erysimum odoratum
- Erysimum pallasii
- Erysimum perofskianum
- Erysimum repandum
- Erysimum scoparium
- Erysimum teretifolium

## Symbolique

### Calendrier républicain
Dans le calendrier républicain, le violier était le nom attribué au 3e jour du mois de ventôse (généralement les 21 février grégoriens), le vélar au 14e jour du même ventôse (généralement les 4 mars).